# Mindszenti templom
A Mindszenti templom (tkp. Szent Péter és Pál apostol templom) római katolikus templom Miskolc belvárosában, a Mindszent téren. 1724-ben kezdték építeni barokk stílusban, mai végleges formáját 1880-ban nyerte el.
A helyen, ahol most a templom, az ITC székház és a Megyei Társadalombiztosítási Igazgatóság épülete által határolt Mindszent tér található, a középkorban Mindszent nevű település főtere terült el. A mai templom helyén a falu kápolnája állt. Miskolcon ez az egyetlen hely, ahol mindig katolikus templom állt, nem volt protestáns egyházé; volt, hogy évtizedekig a város egyetlen katolikus temploma volt.

## Története
A kápolnát, amely a templom helyén állt, 1507-ben említik először. Mellette a szegények kórháza állt. 1562-ben a diósgyőri vár úrnője, Fánchy Borbála felújíttatta. A 18. század első felében Althan Mihály Frigyes váci püspök és tapolcai apát lebontatta a kevéssel azelőtt felújított kápolnát, és megkezdődtek a templom építési munkálatai. A templomot egyes történészek szerint Giovanni Battista Carlone tervezte, aki a minorita templomot is. 1744-ben szentelték fel a még nem teljesen elkészült templomot, de ezt már Máriássy Sándor végezte el. A homlokzat és a szobrok már készen voltak, a belső kialakítása azonban még nem teljesen.
1761-ben kezdték el építeni az új ispotályt a templom mellett. A plébánia épülete 1778-ban épült, majd a 19. században eklektikus stílusban átalakították és megtoldották.
A templom előtt áll a barokk stílusú Csupros Mária-szobor (1738). A templomtól nem messze található kálvária stációit és kis kápolnáját 1864-ben szentelte fel Bartakovics Béla egri érsek.
A század második felében a templomon összevitatkozott az egri érsekség és a munkácsi püspökség. Mária Terézia végül a diósgyőri uradalomra bízta a templom védnökségét.
1857-ben a városban járt Ferenc József, és látván az épülő templomot, felajánlotta, hogy fedezi az egyik torony költségeit. Az egri érsek szintén felajánlott egy nagyobb összeget. Ezekből és a hívők adományaiból 1864-ben belekezdtek az eklektikus stílusú tornyok felépítésébe, és az év végére az egyik fel is épült, nem sokkal később pedig a másik is. A tornyok 62 méterre magasodnak. Így kialakult a templom mai külseje, amely meglehetősen impozáns jellegével és nagyságával uralja a Mindszent teret és a város ezen részét.

## A templom
Egyhajós, téglalap alaprajzú barokk templom. Hajójához valamivel keskenyebb, félkörívvel záródó szentély kapcsolódik, amelynek mindkét oldalán kétszintes oratórium áll. A templom főhomlokzatának középső, kissé kiugró részét magas lábazatra állított kerubfejes kompozit pilaszterek szegélyezik. A korinthoszi oszlopokkal közrefogott kőkeretes főbejárata szemöldökpárkányának volutáin angyalok ülnek, kezeikben főpapi jelvényekkel, utalva az építtetőkre. A bal oldalinak a kezében püspöksüveg, míg a jobb oldalinak pásztorbot van. Az angyalok között találhatók az építők címerei, alattuk a frízen a nevüket is megörökítő kronosztikon, amin a következő olvasható:
„DEO PER OPTIMO MAXIMO HONORIS S.PETRI ET PAULI APOSTOLORUM.
ECCLESIAM HANC MICHAEL AB ALTHAN SANCTÆ ROMÆ ECCLESIÆ CARDINALIS
EPISCOPUS VACZIENSIS INCHOAVIT.ANNO.M.D.C.C.XXVIII.
ALEXANDER MARIASY DE MARKUSFALVA EPISCOPUS THINIENSIS
ABBAS DE TAPOLCZA TERMINAVIT.ANNO.M.D.C.C.XLIII.”
A bejárat felett, a karzat magasságában hegedűablak van. A tornyok alatt, az oldalrészeken felül egy félköríves záródású köténydíszes ablak, ezek alatt mindkét oldalon egy szoborfülke helyezkedik el, bal oldalon Szent Péter, a jobb oldalon Szent Pál szobraival, amelyek nagyméretű posztamensen állnak. A homlokzat főpárkány feletti középrészének háromszög-szemöldökű szoborfülkéjében Immaculata-szobor áll. A középrész szélein, posztamensen Szent István (bal oldal) és Szent László (jobb oldal) szobrai láthatók. Az oromzaton nagyméretű kettős kereszt áll. A főpárkánytól felfelé a tornyok kétszintesek. Ezek már eklektikus stílusúak. A tornyokat patinás rézsisak fedi, amelyek többszörösen párnázottak, tetejükön egy-egy aranyozott latin kereszttel. A főpárkány feletti ablakok mind félkörívesek, de szintenként különbözik a szemöldökdíszük. A főhomlokzaton minden ablakon zsalugáter van, kivéve a nagy hegedűablakon, amely sok fényt juttat a templom belső terébe. A templom órái a 20. század végén használhatatlanná váltak, majd az óralapok is leestek. Azóta nincs óra a templomon.

## A templom belső tere
A templomban gyönyörű barokk festmények, szobrok és szószék található.
A főoltár nagyméretű tabernákulumának cserélhető plasztikái vannak (a Feltámadó Krisztus és az Agnus Dei). A főoltár képe 1855-ben készült, Kovács Mihály alkotása, Szent Péter és Pál apostolokat ábrázolja. Kovács Mihály festette a templom mellékoltárainak oltárképeit is 1833-ban. Ezekből további négy van. A faszobrász munkákat Georg Michael Singer készítette 1748-ban Az orgona Angster József műve (1903). A diadalív mellett a bal oldalon gazdagon díszített szószék, a jobb oldalon szintén díszes keresztelőkút áll, mindkettő 1752-ből. A templom tölgyfa padjai művészien faragott rokokó stílusúak.

## Harangjai
A templom tornyaiban négy harang lakik, a nagyharang a déli (bal oldali), a három kisebb az északi (jobb oldali) toronyban található.
- Mindenszentek Királynéja nagyharang

1325 kg-os, 138 cm alsó átmérőjű, d1 alaphangú. Ducsák István nevén Gombos Lajos öntötte Őrszentmilkóson, 1969-ben. Ez Miskolc negyedik legnagyobb harangja. Egyik oldalán kép: Szűz Mária a Kisdeddel, alatta felirat: MINDENSZENTEK KIRÁLYNÉJA, KÖNYÖRÖGJ ÉRTÜNK. A másik oldalán: ÖNTÖTTE A MISKOLC-MINDSZENTI RÓMAI KATOLIKUS EGYHÁZKÖZSÉG RÉSZÉRE DUCSÁK ISTVÁN HARANGÖNTŐ ŐRSZENTMIKLÓSON 1969. ÉVBEN. Vállán koszorúba foglalt görögkereszt-motívumok húzódnak. Alsó pártázatán a koszorút a csőrében tartó holló és virágkosár motívumok váltakoznak (jellegzetes Gombos Lajos díszítőelemek). A harang az 1924-ben öntött, majd 1968-ban elrepedt 1357 kg-os harang anyagát felhasználva készült.
- Péter-Pál harang (középharang)

580 kg-os, 99 cm alsó átmérőjű, g1 alaphangú. Korrents Márk öntötte Egerben, 1863-ban. Egyik oldalán kép: Szent Péter és Pál, másik oldalán a vállon: ÖNTÖTTE KORRENTS MÁRK EGERBEN. Lejjebb a paláston: SZENT PÉTER ÉS PÁL APOSTOL TISZTELETÉRE ÚJRA ÖNTETETT 1863. A harang historizáló, neogótikus díszítésű. Vállán csúcsíves fülkékben virágmotívumok sorakoznak, alsó pártázatán indaszerű növénymotívumok húzódnak.
- Kisharang (Védőszent nélküli)

330 kg-os, 82 cm alsó átmérőjű, a1 alaphangú. Seltenhofer Frigyes Fiai öntötték Sopronban, 1924-ben. Sem felirata, sem díszítménye nincs, csupán alsó pártázatán fut körbe szöveg: ÖNTÖTTÉK: SELTENHOFER FRIGYES FIAI HARANGÖNTŐ-GYÁRÁBAN SOPRONBAN 1924. 7583. SZ.
- Lélekharang (szintén védőszent nélküli)

100 kg-os, 50 cm alsó átmérőjű, e2 alaphangú. Seltenhofer Frigyes Fiai öntötték Sopronban, 1924-ben. Palástján csak az öntési év olvasható: 1924. Alsó pártázatán: ÖNTÖTTÉK: SELTENHOFER FRIGYES FIAI HARANGÖNTŐ-GYÁRÁBAN SOPRONBAN 7584. SZ.
A nagyharang öntésekor Gombos Lajos valamennyi harangnak új, idomacél jármokat készített. Nyelvkötés nélkül, motoros meghajtással szólnak. Korábban nyelvfogóval voltak ellátva, a 3-as harang nyelvfogójának armatúrája még fel van szerelve.

## Képek a templomról
|  |  |  |  |  |  |  |